# Brad Stewart
Brad Stewart, né le 19 novembre 1974 à Jacksonville en Floride, est un bassiste professionnel américain célèbre pour avoir joué au sein du groupe Shinedown. Maintenant il joue pour Amaru, Society Red, Fuel, Saliva et Burn Season

## Vie personnelle
Brad est marié avec des enfants, et a un diplôme d'université.

## Carrière

### Shinedown
Brad était le deuxième membre à rejoindre Shinedown, après le chanteur Brent Smith. Ils se sont rencontrés par un ami mutuel qui est un contact de Brent Smith, un producteur de Jacksonville Pete Thornton. 
En mars 2007, il a été rapporté que Brad avait quitté Shinedown. Aucune déclaration officielle n'a été faite, laissant les fans spéculer entre eux. Le 20 septembre 2008 sur son MySpace, Brad posté un blog de longue haleine qui nous éclairer sur son temps avec Shinedown et son départ controversé. Il a dit qu'il avait des tensions entre les membres du groupe pendant l'enregistrement du deuxième album de Shinedown, et que la raison que j'ai eue était que "Je n'ai jamais obtenu plus de ce qui s'est passé dans le studio et lors de l'enregistrement de nous et eux".

### Amaru
En 2007, Brad a rejoint le groupe de pop rock Amaru, une idée personnelle de l'ancien batteur de Burn Season Bobby Amaru.

### Society Red
En juin 2008, Brad a pris la décision de rejoindre le groupe de rock alternatif/grunge Society Red qui dispose d'un autre ancien membre de la Saison Burn, le chanteur Damien Starkey. Il reste avec Amaru, de sorte qu'il est actuellement engagé dans deux groupes dans le même temps.

### Fuel
En mars 2010, il a été annoncé que Brad remplace Jeff Abercrombie dans la bande Fuel. Il a été annoncé officiellement en avril 2010, et est parti en tournée mondiale à partir d'avril 2010.

## Composition de chansons
Brad a coécrit Control de Puddle of Mudd, et a également contribué à une sélection de matériel Shinedown, à savoir I Dare You.

## Discographie
Shinedown
- Leave a Whisper (2003, Atlantic Records)
- Us and Them (2005, Atlantic Records)